# Dansk Røde Kors Center Avnstrup
Dansk Røde Kors Center Avnstrup er et dansk hjemrejsecenter for afviste asylansøgere med plads til 600 beboere, der ligger i Hvalsø, i Lejre Kommune på Sjælland. Regeringen og Dansk Folkeparti stod bag beslutningen om at placere centret her i 2017.
Centret er indrettet midt i skoven i det nedlagte Avnstrup Plejehospital, der oprindeligt var taget i brug i 1940 som tuberkolosehospital under navnet Avnstrup Sanatorium. Plejehospitalet blev nedlagt i 1992, hvorefter det blev indrettet som asylcenter af Direktoratet for Udlændinge.
Center Avnstrup drives af Dansk Røde Kors og er det første center, der er blevet lavet for afviste asylansøgere. Hvis man som afvist asylansøger ønsker at medvirke i sin hjemrejse, får man lov at blive på hjemrejsecentret. Ellers bliver man flyttet til et af Danmarks udrejsecentre.

## Faciliteter
I følge hjemmesiden for Røde Kors Center Avnstrup findes der for de over 17-årige voksenundervisning og et jobcenter, hvor der er mulighed for hjælp til aktivering og praktikforløb med henblik på, at man kan blive klar til at få job, når man vender hjem. Man kan desuden komme i praktik hos lokale arbejdsgivere.
Der findes en børnehave med åbent 25 timer om ugen.
Hvis man er en familie med børn, har man typisk to rum til rådighed. I øvrigt findes enkeltværelser eller værelser til en eller flere personer. Der findes fælles bad og toilet. De tre daglige måltider serveres i en fælles kantine. Rengøring og tøjvask skal de afviste asylansøgere selv sørge for. Beboerne kan få hjælp på en sundhedsklinik af sygeplejersker og sundhedsplejersker, der vurderer om beboeren kan have brug for fx læge- eller psykologhjælp.
Børn i alderen 6-16 år går på Røde Kors-skolen i Lynge, eller på lokale skoler alt efter, hvad der er bedst for det enkelte barn. Børnene bliver  undervist på dansk og undertiden på engelsk. Udover folkeskolens almindelige fag, findes også modersmålsundervisning.
Efter skole er der mulighed for, at man kan gå i fritidsklub eller SFO. For de 6-12 årige foregår det i eftermiddagstimerne, og for de 13-17 årige er det mest sidst på dagen og om aftenen. I klubben er der uddannede pædagoger, og der bliver sørget for fællesaktiviteter.